# Jackie Chan Adventures (computerspel)
The Jackie Chan Adventures is een videospel voor de PlayStation 2, gebaseerd op de gelijknamige animatieserie. Het spel werd ontwikkeld door Atomic Planet Entertainment Limiet en uitgebracht door Sony Computer Entertainment op 15 oktober 2004. In 2001 is dit spel ook uitgebracht voor de Game Boy Advance met de naam Jackie Chan Adventures: Legend of the Dark Hand.

## Verhaal
Het spel mengt elementen uit de eerste twee seizoenen van de animatieserie. De rode draad in het verhaal zijn de pogingen van de demon Shendu, in het lichaam van de crimineel Valmont, om zijn mede demonentovenaars te bevrijden uit de onderwereld (wat in het tweede seizoen van de animatieserie centraal stond). Jackie Chan, zijn nichtje Jade en zijn oom moeten hen tegenhouden. De helden, tevens bekend als het J-Team, zoeken ondertussen ook naar de twaalf magische talismannen (wat in seizoen 1 van de animatieserie centraal stond) in de hoop dat deze hun kunnen helpen bij hun strijd.

## Personages
Jackie ChanDe hoofdpersoon uit het spel. Jackie is een archeoloog die voor de geheime organisatie Section 13 werkt. Hij is tevens een expert in gevechtssporten.
Jade ChanJackie's 11-jarige nichtje uit China. Ze vergezeld haar oom op al zijn avonturen, vaak tegen zijn bevelen in.
OomJackie's oom. Hij runt een antiekwinkel en is een machtige Chi tovenaar. Zijn kennis op het gebied van het bovennatuurlijke komt Jackie goed van pas op zijn zoektocht.
TohruEen kolossale Japanse man die ooit voor de criminele organisatie genaamd de Dark Hand werkte.
Captain BlackEen oude vriend van Jackie en de leider van Section 13.
El Toro FuerteEen beroemde worstelaar uit Mexico die erom bekendstaat nooit zijn masker af te zetten. Hij bezit in het spel de os talisman.
ViperEen inbreker die wanneer Jackie haar voor het eerst ontmoet de slangtalisman uit een museum steelt.
De visserDeze Chinese man doet in vrijwel elk level van het spel mee. Hij doet dienst als “opslagpunt” in het spel (het punt vanwaar het spel weer opnieuw begint als Jackie een leven verliest).
De Dark HandEen criminele organisatie geleid door Valmont, die in het spel wordt bezeten door Shendu. Andere leden zijn de supersterke Hak Foo, de grappenmaker Finn, de eveneens sterke maar niet bijster slimme Ratso en de korte crimineel Chow.
De DemonentovenaarsDe acht kwaadaardige demonen die ooit over de wereld heersten. Shendu is hun leider. Ze zijn momenteel opgesloten in de onderwereld, maar Shendu is van plan ze vrij te laten.
ShadowkhanDeze duistere ninja’s zijn Shendu’s soldaten. Ze komen in verschillende categorieën voor. De gewone Shadowkhan zijn de zwaksten en het makkelijkst te verslaan. De Shadowkahn Warriors zijn een sterkere varriant. De Shadowkahn Mages kunnen vuurballen afschieten en de Shadowkhan Samurais zijn de sterkste der Shadowkhan.

## Talismannen
Gedurende het spel kan Jackie de twaalf talismannen vinden, die hem een speciale gave geven. Gebruik maken van de talismans’ kracht kost Jackie echter Chi-energie, die hij weer kan aanvullen met groene bollen die in elk level te vinden zijn. De talismannen en hun krachten zijn:
- Konijn: maakt Jackie razendsnel. Deze talisman wordt gevonden in een Mexicaanse tempel.
- Haan: Stelt Jackie in staat over grote afstanden te springen en een dubbele schop uit te voeren. Wordt ook gevonden in een Mexicaanse tempel.
- Os: maakt Jackie supersterk waardoor hij zware voorwerpen kan

verplaatsen. Deze talisman is eerst in handen van El Toro.
- Schaap: stelt Jackie’s astrale (geest) vorm in staat om verschillende gebieden van een level te onderzoeken. Kan alleen worden gebruikt als Jackie op een schaap symbool staat. Deze talisman wordt gevonden in een Japans kasteel.
- Tijger: hiermee kan Jackie opsplitsen in zijn yin- en yang-vormen. Werkt alleen als Jackie op een tijgersymbool staat. Wordt ook gevonden in het Japanse kasteel.
- Aap: stelt Jackie in staat in een aap te veranderen en zo tegen muren op te klimmen en door kleine ruimtes te kruipen. Kan alleen worden gebruikt op een apensymbool. Wordt gevonden op Alcatraz.
- Varken: stelt Jackie in staat lasers af te schieten uit zijn ogen. Dit gebruikt echter veel Chi-energie. De talisman wordt gevonden in de riolen onder Alcatraz.
- Rat: stelt Jackie in staat voorwerpen tot leven te brengen, waaronder bomen en het fossiel van een Tyrannosaurus rex. Kan alleen worden gebruikt als Jackie op een rat symbool staat. De talisman wordt gevonden op de maan.
- Paard: met deze talisman kan Jackie verwondingen genezen. De genezing duurt echter lang en kost veel Chi-energie. De talisman wordt gevonden op de maan.
- Hond: geeft Jackie een ondoordringbaar schild. De talisman wordt gevonden in de riolen van een Spaans dorp.
- Draak: stelt Jackie in staat een krachtige energiestraal af te vuren. Deze talisman wordt gevonden in een kasteel, waar hij eerst in handen is van Tohru.
- Slang: maakt Jackie onzichtbaar waardoor hij alarmsystemen kan ontwijken. De talisman wordt gevonden in een museum, waar Viper hem eerst in haar bezit heeft.

## Ontvangst
| Beoordeeld door     | Platform | Datum             | Score |
| ------------------- | -------- | ----------------- | ----- |
| Fragland.net        | PS2      | 19 oktober 2004   | 77%   |
| RewiredMind         | PS2      | 2004              | 70%   |
| GamePro (Australia) | PS2      | 11 november 2004  | 65%   |
| Jeuxvideo.com       | PS2      | 21 september 2004 | 50%   |